# Cantó de Bourg-la-Reine
El cantó de Bourg-la-Reine és un antic cantó francès del departament dels Alts del Sena, que estava situat al districte d'Antony. Comptava amb 2 municipis i el cap era Bourg-la-Reine.
Al 2015 es va escindir en dues parts: Bourg-la-Reine va anar a parar al cantó de Bagneux, i la part d'Antony es va rejuntar al cantó d'Antony

## Municipis
- Bourg-la-Reine
- Antony (part)

## Història
| Data d'elecció                           | Identitat          | Partit | Qualitat |
| ---------------------------------------- | ------------------ | ------ | -------- |
| 1967-1973                                | M. Drouot          | CNIP   |          |
| 1973-1998                                | Alfred Nomblot     | UDF    |          |
| 1998-2004                                | Jean-Noël Chevreau | UDF    |          |
| 2004-                                    | Patrick Devedjian  | UMP    |          |
| les dades anteriors no són pas conegudes |                    |        |          |
|                                          |                    |        |          |

## Demografia
| A partir de 1990: Població sense dobles comptes |